# Harman (Familienname)
Harman ist ein Familienname. Zu Herkunft und Bedeutung siehe Herrmann.

## Namensträger
- Andrew Harman (* 1964), britischer Fantasy-Autor
- Arthur A. Harman († 2015), US-amerikanischer Diplomat
- Avraham Harman (1914–1992), israelischer Diplomat
- Buddy Harman (1928–2008), US-amerikanischer Schlagzeuger
- Charles King-Harman (1851–1939), britischer Kolonialverwalter
- Chris Harman (1942–2009), britischer Journalist und politischer Aktivist
- Chris Paul Harman (* 1970), kanadischer Komponist
- Claire Harman (* 1957), britische Literaturkritikerin, Biografin und Lyrikerin
- Denham Harman (1916–2014), US-amerikanischer Biogerontologe
- Fred Harman (1902–1982), US-amerikanischer Comiczeichner
- Gilbert Harman (1938–2021), US-amerikanischer Philosoph
- Harriet Harman (* 1950), britische Politikerin
- Hugh Harman (1903–1982), US-amerikanischer Zeichentrickfilmproduzent
- Jack Harman (1920–2009), britischer General
- James Harman (1946–2021), US-amerikanischer Musiker
- Jane Harman (* 1945), US-amerikanische Politikerin
- Jennifer Harman (* 1964), US-amerikanische Pokerspielerin
- Jo Harman, britische Singer-Songwriterin
- John Bishop Harman (1907–1994), britischer Psychiater
- Lillian Harman (1870–1929), US-amerikanische Anarchistin und Frauenrechtlerin
- Louise Amanda Harman, eigentlicher Name von Lady Sovereign (* 1985), britische MC und Musikproduzentin
- Martin Coles Harman, selbsternannter „König von Lundy“
- Moses Harman (1830–1910), US-amerikanischer Lehrer, Publizist, Anarchist und Frauenrechtler
- Nazhiim Harman (* 1999), singapurischer Fußballspieler
- Nigel Harman (* 1973), britischer Schauspieler
- Ömer Faruk Harman (1950–2021), türkischer Theologe
- Sabrina Harman (* 1978), US-amerikanische Soldatin
- Samuel Bickerton Harman (1819–1892), 18. Bürgermeister von Toronto
- Sidney Harman (1918–2011), US-amerikanischer Unternehmer
- Zina Harman (1914–2013), israelische Politikerin